# Еловка (Эхирит-Булагатский район)
Ело́вка — деревня в Эхирит-Булагатском районе Иркутской области России. Входит в состав Захальского муниципального образования.

## География
Деревня находится на расстоянии примерно 21 км к югу от посёлка Усть-Ордынский, административного центра района.

## Население
| 2002 | 2010 | 2011 | 2012 |
| ---- | ---- | ---- | ---- |
| 303  | ↗331 | ↘330 | ↘324 |

### Половой состав
По данным Всероссийской переписи, в 2010 году в деревне проживал 331 человек (152 мужчины и 179 женщин).